# 横尾千里
横尾 千里（よこお ちさと、1992年5月22日 - ）は、日本の女子ラグビーユニオン選手。東京フェニックスRCに所属する。早稲田大学ラグビー蹴球部女子部のヘッドコーチを務める。

## プロフィール
- 東京都出身。
- 身長 164cm、体重 59kg
- 15人制女子日本代表にも選ばれたことがある。
- ポジションはフッカー(HO)。
- ニックネームはちーちゃん。

## 来歴
小学1年生からラグビーを始めた。
2011年、国学院久我山高校卒業後、早稲田大学に入学する。
2013年、ラグビーワールドカップセブンズ2013の7人制女子日本代表に選出された。
2014年、アジア大会の7人制女子日本代表に選出され、銀メダル獲得に貢献。
2015年、早稲田大学卒業後、JOCトップアスリ−ト就職支援ナビゲ−ション「アスナビ」を通じ、JOCオフィシャルパートナー企業として採用全日本空輸に入社。
2016年、リオデジャネイロオリンピックの7人制女子日本代表に選ばれた。
2024年4月1日に設立された早稲田大学ラグビー蹴球部女子部のヘッドコーチに就任。